# Chenji (socken i Kina, Shandong)
Chenji (kinesiska: 陈集乡, 陈集) är en socken i Kina. Den ligger i provinsen Shandong, i den östra delen av landet, omkring 71 kilometer sydväst om provinshuvudstaden Jinan. Antalet invånare är 16938. Befolkningen består av 8 362 kvinnor och 8 576 män. Barn under 15 år utgör 15,0 %, vuxna 15-64 år 72 %, och äldre över 65 år 11,0 %.
Genomsnittlig årsnederbörd är 861 millimeter. Den regnigaste månaden är juli, med i genomsnitt 255 mm nederbörd, och den torraste är januari, med 5 mm nederbörd.